# Euphorbia millspaughii
Euphorbia millspaughii là một loài thực vật có hoa trong họ Đại kích. Loài này được V.W.Steinm. & P.E.Berry mô tả khoa học đầu tiên năm 2007.